# Apologize
«Apologize» es el primer sencillo del álbum debut de la banda OneRepublic titulado Dreaming Out Loud y el remix de esta canción fue el tercer sencillo del álbum Shock Value de Timbaland, lanzado durante el tercer cuarto de 2007.
La canción se convirtió en un gran éxito internacional, alcanzando el número uno en 16 países, incluyendo Australia, Austria, Canadá, Alemania, Italia, Nueva Zelanda, Suecia, Turquía y los Países Bajos, como así también, mantenerse en el número uno durante ocho semanas consecutivas en el Billboard Pop Songs. La canción alcanzó el número 2 en el Billboard Hot 100 y permaneció 13 semanas en el número uno en Canadá.
De acuerdo al sistema de información Nielsen SoundScan, «Apologize» ha vendido más de 5 millones de descargas digitales en Estados Unidos, las cuales le convierten en el sencillo más vendido de Timbaland y OneRepublic en el país, y en el 10.º sencillo que alcanzó la marca de los 5 millones de descargas digitales vendidas en el mismo.
El día 2 de septiembre del 2013 la revista Billboard publicó su lista Hot 100 55th Anniversary: The All-Time Top 100 Songs donde se colocó en la posición #59.

## Vídeo musical
El 19 de septiembre de 2007 se rodó un vídeo oficial asociado a la remezcla, que se estrenó a principios de octubre en el programa Top 20 Countdown de VH1 el 27 de octubre de 2007. El vídeo fue dirigido por Robert Hales y se rodó en un estudio de grabación mostrando a OneRepublic interpretando la canción. El vídeo también incluye escenas de una fiesta de cuenta atrás de Nochevieja, protagonizada por el actor Brian A. Pollack. En una tercera versión del vídeo, también dirigida por Robert Hales y asociada a la remezcla, Timbaland aparece remezclando la canción él mismo.

## Versiones
- En 2009, el cantante de música country Luke Bryan versionó la canción en su álbum Doin' My Thing.
- La banda sueca de metal alternativo All Ends, realizó su versión incluida en su álbum homónimo.
- La banda canadiense de post-hardcore band Silverstein versionó la canción para el compilado Punk Goes Pop 2.
- La banda holandesa de metal sinfónico Within Temptation grabó la suya incluida en el álbum de versiones The Q-Music Sessions lanzado en abril de 2013.[5]

## Formatos
Formatos de los principales lanzamientos materiales de "Apologize" de Timbaland con OneRepublic:
CD-Single Interscope 06025 1751307 (UMG) / EAN 0602517513075

Lanzado el 11 de septiembre de 2007.
| CD-SINGLE |             |                     |       |
| 1         | "Apologize" | Main Version        | 03:04 |
| 2         | "Apologize" | OneRepublic Version | 03:25 |

## Posicionamiento en listas y certificaciones
| AMÉRICA          |                      |   |
| Brasil           | Hot 100 Singles      | 9 |
| Canadá           | Canadian Hot 100     | 1 |
| Estados Unidos   | Billboard Hot 100    | 2 |
| Estados Unidos   | Pop Songs            | 1 |
| Estados Unidos   | Adult Top 40         | 1 |
| Estados Unidos   | Adult Contemporary   | 4 |
| OCEANÍA          |                      |   |
| Australia        | ARIA Top 50 Singles  | 1 |
| Nueva Zelanda    | RIANZ Top 40 Singles | 1 |
| EUROPA           |                      |   |
| European Hot 100 | European Hot 100     | 1 |
| Alemania         | Top 100 Singles      | 1 |
| Austria          | Top 75 Singles       | 1 |
| Bélgica          | Top 50 Singles       | 2 |
| Bulgaria         | Top 40 Singles       | 1 |
| Dinamarca        | Top 40 Singles       | 2 |
| España           | Top 40 Singles       | 3 |
| Finlandia        | Top 20 Singles       | 4 |
| Francia          | Top 100 Singles      | 7 |
| Irlanda          | Top 50 Singles       | 2 |
| Italia           | Top 50 Singles       | 1 |
| Noruega          | Top 20 Singles       | 2 |
| Países Bajos     | Top 40 Singles       | 1 |
| Portugal         | Top 50 Singles       | 2 |
| Reino Unido      | Top 75 Singles       | 3 |
| Suecia           | Top 60 Singles       | 1 |
| Suiza            | Top 100 Singles      | 1 |

| AMÉRICA          |                      |   |
| Brasil           | Hot 100 Singles      | 9 |
| Canadá           | Canadian Hot 100     | 1 |
| Estados Unidos   | Billboard Hot 100    | 2 |
| Estados Unidos   | Pop Songs            | 1 |
| Estados Unidos   | Adult Top 40         | 1 |
| Estados Unidos   | Adult Contemporary   | 4 |
| OCEANÍA          |                      |   |
| Australia        | ARIA Top 50 Singles  | 1 |
| Nueva Zelanda    | RIANZ Top 40 Singles | 1 |
| EUROPA           |                      |   |
| European Hot 100 | European Hot 100     | 1 |
| Alemania         | Top 100 Singles      | 1 |
| Austria          | Top 75 Singles       | 1 |
| Bélgica          | Top 50 Singles       | 2 |
| Bulgaria         | Top 40 Singles       | 1 |
| Dinamarca        | Top 40 Singles       | 2 |
| España           | Top 40 Singles       | 3 |
| Finlandia        | Top 20 Singles       | 4 |
| Francia          | Top 100 Singles      | 7 |
| Irlanda          | Top 50 Singles       | 2 |
| Italia           | Top 50 Singles       | 1 |
| Noruega          | Top 20 Singles       | 2 |
| Países Bajos     | Top 40 Singles       | 1 |
| Portugal         | Top 50 Singles       | 2 |
| Reino Unido      | Top 75 Singles       | 3 |
| Suecia           | Top 60 Singles       | 1 |
| Suiza            | Top 100 Singles      | 1 |

| País           | Organismo certificador | Certificación | Ventas    | Ref.   |
| -------------- | ---------------------- | ------------- | --------- | ------ |
| Alemania       | BVMI                   | 2× Platino    | 600 000   | [ 12 ] |
| Australia      | ARIA                   | 4× Platino    | 280 000   | [ 13 ] |
| Bélgica        | BEA                    | Oro           | 15 000    | [ 14 ] |
| Dinamarca      | IFPI Dinamarca         | Platino       | 30 000    | [ 15 ] |
| España         | PROMUSICAE             | Platino       | 40 000    | [ 16 ] |
| Estados Unidos | RIAA                   | 5× Platino    | 5 000 000 | [ 17 ] |
| Nueva Zelanda  | RIANZ                  | Platino       | 15 000    | [ 18 ] |
| Reino Unido    | BPI                    | Platino       | 600 000   | [ 19 ] |
| Suecia         | GLF                    | 2× Platino    | 60 000    | [ 20 ] |
| Suiza          | IFPI Suiza             | 3× Platino    | 90 000    | [ 21 ] |

## Sucesión en listas
| Anterior: «Stronger» de Kanye West con Daft Punk                           | Billboard Pop Songs — Sencillo Nro 1 17 de noviembre de 2007 — 12 de enero de 2008                                      | Siguiente: «No one» de Alicia Keys        |
| Anterior: «Stronger» de Kanye West con Daft Punk                           | Canadian Hot 100 — Sencillo Nro 1 18 de agosto de 2007 — 25 de enero de 2008                                            | Siguiente: «Low» de Flo Rida con T-Pain   |
| Anterior: «Du hast den schönsten Arsch der Welt» de Alex C. con Yasmin K.  | German Singles Chart — Sencillo Nro 1 23 de noviembre de 2007 — 25 de enero de 2008                                     | Siguiente: «Bleeding Love» de Leona Lewis |
| Anterior: «2 Hearts» de Kylie Minogue                                      | ARIA Charts — Sencillo Nro 1 25 de noviembre de 2007 — 21 de enero de 2008                                              | Siguiente: «Bleeding Love» de Leona Lewis |
| Anterior: «Don't Stop the Music» de Rihanna «Bleeding Love» de Leona Lewis | European Hot 100 — Sencillo Nro 1 1 de diciembre de 2007 — 8 de marzo de 2008 22 de marzo de 2008 — 29 de marzo de 2008 | Siguiente: «Bleeding Love» de Leona Lewis |